# Salata (Mongiardino Ligure)
Salata o Salata Mongiardino o Salata di Mongiardino è l'unica frazione di Mongiardino Ligure a trovarsi in val Vobbia. La frazione si trova sullo spartiacque tra val Sisola, tributaria della Val Borbera e la val Vobbia, sicuramente è stata fondata dopo Salata di Vobbia e anticamente fu molto importante perché era attraversata dalla Via del Sale, da cui deriva il nome.